# Rombencefalo
Il rombencefalo o romboencefalo è situato nella parte posteriore dell'abbozzo encefalico embrionario e ha una caratteristica forma di losanga.
Situato caudalmente al mesencefalo e al prosencefalo e cranialmente al midollo spinale, durante lo sviluppo il rombencefalo si divide in metencefalo e mielencefalo.